# Pterygoplichthys undecimalis
Pterygoplichthys undecimalis är en fiskart som först beskrevs av Steindachner, 1878.  Pterygoplichthys undecimalis ingår i släktet Pterygoplichthys och familjen Loricariidae. Inga underarter finns listade i Catalogue of Life.